# Dekanat Dniepropietrowsk
Dekanat Dniepropietrowsk – jeden z 6 dekanatów katolickich w diecezji charkowsko-zaporoskiej na Ukrainie.

## Parafie
- Dniepr - Parafia św. Józefa
- Kamieńskie - Parafia św. Mikołaja
- Kamieńskie -OFM Cap. - Parafia
- Krzywy Róg - Parafia Wniebowzięcia Najświętszej Maryi Panny
- Nikopol - Kaplica św. Antoniego Padewskiego
- Samar - Parafia {wezwanie nie wiadomo}
- Pawłohrad - Kościół św. Michała Archanioła
- Pokrow - Parafia {wezwanie nie wiadomo}